# عشق روی پشت‌بام
عشق روی پشت‌بام (انگلیسی: Love on a Rooftop) نام یک مجموعهٔ تلویزیونی کمدی موقعیت آمریکایی است که از سال ۱۹۶۶ تا ۱۹۶۷ میلادی، از شبکهٔ اِی‌بی‌سی پخش شد. این سریال بر پایهٔ نمایشنامه پابرهنه در پارک ساخته شد.
این مجموعه تلویزیونی با همین عنوان، در سال ۱۳۵۲ خورشیدی و با دوبلهٔ فارسی، از تلویزیون ملی ایران به روی آنتن رفت.